# Тома дьо Маи дьо Фавра
Тома дьо Маи, маркиз дьо Фавра (на френски: Thomas de Mahy, marquis de Favras; 26 март 1744 – 19 февруари 1790) е френски аристрократ и поддръжник на династията на Бурбоните по време на Френската революция. Често виждан като мъченик за Кралската кауза, Фавра е екзекутиран за своята част в „планирането срещу френския народ“ и е известен с думите си „Виждам, че сте допуснали три правописни грешки“, след като прочита смъртната си присъда.

## Биография

### Дейности
Роден във Фавра близо до Блоа, той принадлежи на обедняло семейство, чието благородство датира от XII век. На седемнадесет той е капитан на драгуни и служи в приключителната кампания на Седемгодишната война. През 1772 става първи лейтенант в Шведската гвардия на по-малкия брат на крал Луи XVI – графа на Прованс. Неспособен да посрещне разноските на своя ранг, който е равносилен на този на полковник в армията, той се пенсионира през 1775 г.
Фавра се жени за Виктория Хедвиг Каролин, принцеса на Анхалт-Бернбург-Шаумбург, през 1776 г. След женитбата си, Фавра отива във Виена в опит да възстанови правата на жена си и прекарва известно време във Варшава. През 1787 г. той е упълномощен да издигне патриотичен легион, за да помогне на холандците срещу щатхалтер Вилхелм V и неговите пруски съюзници.
Завръщайки се в Париж през 1789 г., той се включва в роялистките планове, инициирани от неговия бивш работодател, графа на Прованс, за да спаси краля и да сложи край на Френската революция. За да финансира това начинание, Прованс (използвайки един от своите господа, Граф дьо ла Шатр като посредник) възлага на Фаврос да преговаря за заем от два милиона франка от банкерите Шаумел и Сарториус.

### Арест, процес и екзекуция
Фавра се доверява на офицери, които впоследствие го предават. В листовка, разпространявана в Париж на 23 декември 1789 г., е посочено, че Фавра е бил нает от графа на Прованс да организира сложен заговор срещу френския народ. В този план кралят, кралицата и техните деца биват спасени от двореца Тюйлери и измъкнати от страната. След това графът на Прованс да бъде обявен като регент на кралството с абсолютна власт. Едновременно с това около 30 000 войници да заобиколят Париж. В последвалото объркване, тримата основни либерални лидери на града (Жак Некер, известният финансов министър на Франция, кметът на Париж Жан Силван Байи и маркиз дьо Лафайет, командир на новата Национална гвардия на града) да бъдат убити. В резултат на листовката Фавра и съпругата му са арестувани на следващия ден и затворени в затвора Абайе. Ужасен от последиците от ареста, графът на Прованс бърза да отхвърли публично Фавра в реч, изнесена пред Парижката комуна, и в писмо до Националното учредително събрание.
Две седмици след арестуването, Фавра и съпругата му са разделени, а Фавра бива отстранен в Гранд Шале. В хода на съдебно дело, продължило почти два месеца, свидетелите не са съгласни с фактите по делото и липсват доказателства. Дори Силван Марешал, анархисткият редактор на републиканския вестник „Révolutions de Paris“, признава, че доказателствата срещу Фавра са недостатъчни. Ръоръжен опит за освобождаването му от някои роялисти на 26 януари, осуетен от Лафайет, предизвиква подозрението на парижани и на 18 февруари 1790 г., въпреки забележителното възражение, Фавра е осъден на обесване.
Присъдата му се изпълнява на площад Отел-дьо-Вил, което е прието с ентусиазъм от членовете на парижкото население, тъй като това е първият случай, в който не се прави разграничение в начин на изпълнение на присъда между благородници и обикновени хора. Четейки смъртната си присъда, той отбелязва: „Виждам, че сте допуснали три правописни грешки“.